# Max Raabe
Max Raabe (egentlig Matthias Otto, født 12. december 1962 i Lünen, Nordrhein-Westfalen) er en tysk sanger og orkesterleder af Palast Orchester. Han og orkesteret har specialiseret sig i at genskabe lyden af tysk danse- og filmmusik fra 1920'erne og 1930'erne – især ved at opføre sange af  Comedian Harmonists. Raabe studerede til baryton operasanger ved Universität der Künste Berlin fra 1988 til 1995.
Raabe grundlagde Palast Orchester i 1986. Hans og orkesterets karriere fik fremgang med schlagerhitet "Kein Schwein ruft mich an" fra 1992, en popsang i 1920'er stil samt filmen "Der bewegte Mann" fra 1994. Raabe komponerer selv musik, herunder filmmusik, og kreerer coverversioner af velkendte moderne popsange udsat for 1920'er-1930'er bandstil, heriblandt sange som Britney Spears' "Oops!... I Did It Again", og Tom Jones' "Sex Bomb".
Raabe har også haft en del gæsteoptrædener, for det meste som stereotypiske sangere og entertainere fra 1920'erne og 1930'erne i en række film af tyske filminstruktører; som f.eks. Werner Herzogs "Unbesiegbar" fra 2001 og Wenzel Storchs "Die Reise ins Glück" fra 2004.
Max Raabe & Palast Orchester gav koncert i Glassalen i Tivoli den 11. maj 2013.[kilde mangler]